# Günther & Co.
Günther & Co. ist ein 1890 gegründeter Werkzeughersteller mit Sitz in Frankfurt am Main, der heute als Zweigniederlassung der Sandvik Tooling Deutschland GmbH zum schwedischen Sandvik-Konzern gehört. Unter dem Markennamen Titex werden Präzisionswerkzeuge hergestellt und vertrieben.

## Geschichte
1890 begann Ludwig Günther im Frankfurter Stadtteil Nordend im Sandweg 104b mit der Fertigung von Spiralbohrern. Ab 1893 firmierte das Unternehmen als Günther & Co. mbH, Präzisions-Werkzeugfabrik. Bereits 1898 erfolgte der Umzug nach Frankfurt-Bockenheim in die Adalbertstraße 7. Im Jahr 1895 gründete man in der Adalbertstraße 11 eine weitere Gesellschaft namens Frankfurter Präzisions-Werkzeuge-Fabrik Günther & Kleinmond, die kurzzeitig später an den Möbelfabrikant Heinrich Langenbach verkauft wurde.
Im November 1911 wurde die Marke Titex für Bohrwerkzeuge beim Deutschen Patent- und Markenamt in das Markenregister eingetragen. Bis 1918 kauften Günther & Co.städtische Grundstücke an der Ohmstraße, Voltastraße und Pfingstbrunnenstraße in Bockenheim zwecks Produktionsverlagerung und Produktionsausweitung. Der Sitz wurde an die Voltastraße 41 verlegt.
Während des Zweiten Weltkriegs bestand bei Günther & Co in der Voltastraße 41 ein Zivilarbeiterlager mit 165 Zwangsarbeitern. Nach 1945 gehörte Günther & Co zu den Unternehmen, die vom Office of Military Government for Germany (U.S.) (OMGUS) als führende deutsche Industrieunternehmen untersucht wurden.
1952 wurde ein neuer Gebäudekomplex für die Hauptverwaltung erbaut. 1963 gründete Max Christen, der damalige Inhaber der Frankfurter Günther & Co., im französischen Soultz-sous-Forêts ein Zweigwerk. 1972 folgte die englische Titex Tools Ltd.
Im Jahr 1990 schloss sich die Günther & Co GmbH mit der SKF Tools GmbH, Prototyp Präzisionswerkzeug Ges. mbH, DT Diamant Technik GmbH, unter dem Dach des schwedischen SKF Konzerns zusammen, der zu diesem Zweck 70 % der jeweiligen Anteile übernahm. Bis dahin war Günther & Co ein reines Familienunternehmen. 1992 übernahm Sandvik den Geschäftsbereich Bohrwerkzeuge von SKF, darunter auch Günther & Co.
1998 verlegte Günther & Co seinen Standort in die Eschborner Landstraße 112 und verkaufte den alten Sitz an verschiedene Investoren, darunter die DEKA Immobiliengruppe.
2006 wurden Titex und Prototyp reorganisiert und unter dem Dach von Sandvik Tooling zusammengefasst. Ende 2007 fusionierte die Günther & Co GmbH mit der ebenfalls zur Sandvik Holding GmbH gehörenden Walter AG und wurde umstrukturiert. Zu diesem Zweck wurde für Marketing und Vertrieb der neu geschaffenen gemeinsamen Marken Walter Titex und Walter Prototyp am 2. November 2007 die Walter Deutschland GmbH gegründet. Der Unternehmenssitz verblieb bei Günther & Co in Frankfurt. Am 25. März 2008 wurde die Günther & Co. GmbH in die Sandvik Tooling Deutschland GmbH mit Sitz in Düsseldorf umgewandelt und übernahm die Fortführung des Unternehmens der Günther & Co. GmbH & Co. als Günther & Co. ZN der Sandvik Tooling Deutschland GmbH sowie weitere Unternehmen der Gruppe durch Verschmelzung.
2016 wurde das Unternehmen erneut umstrukturiert. Die Walter AG, die bisher nur für den Vertrieb der Gruppe zuständig war, übernahm fortan auch die Führung in der Produktion.
Zum 31. März 2021 wurde Günther & Co. gemäß den Plänen der Walter AG stillgelegt.

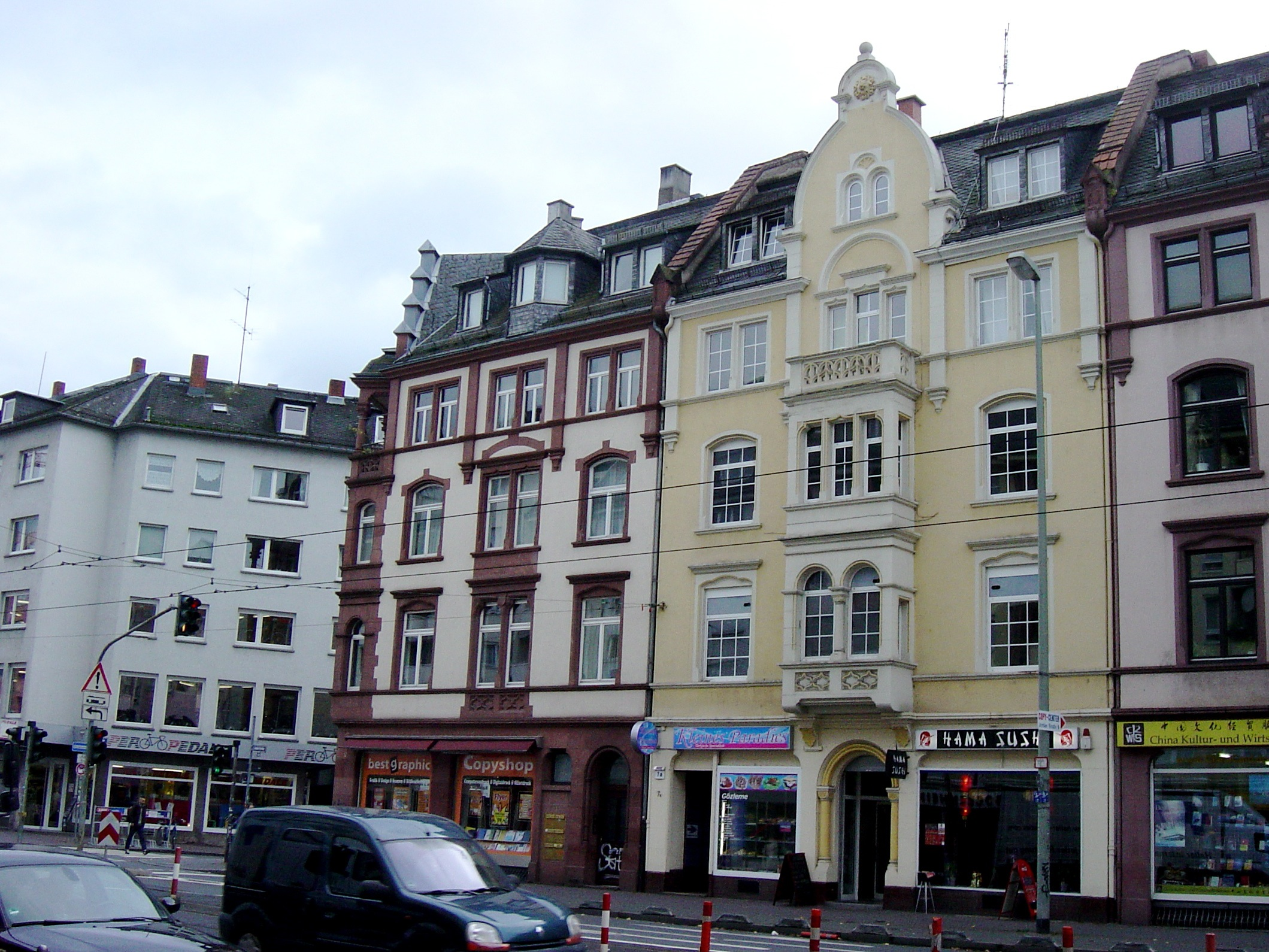
Adalbertstraße 7
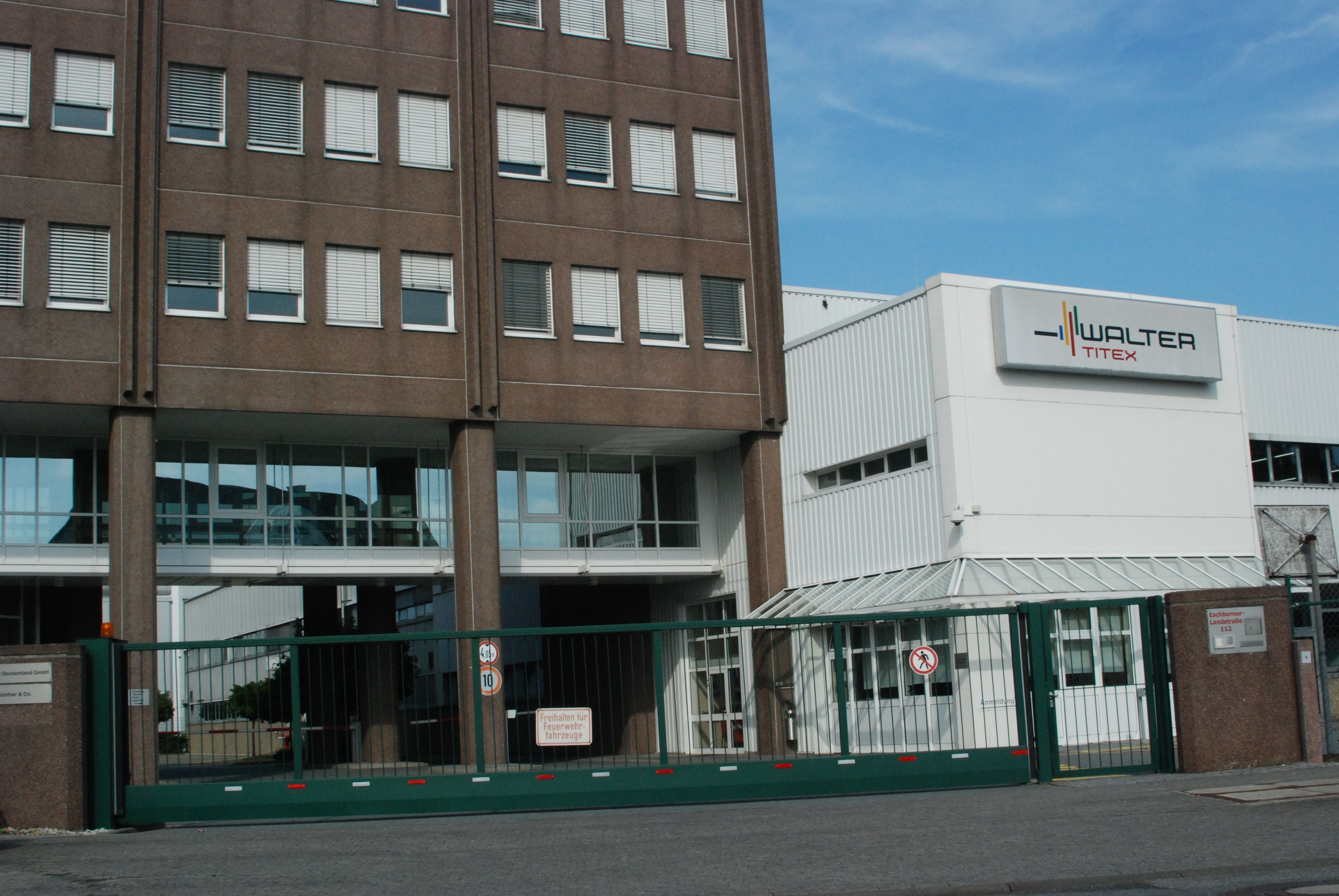
Günther & Co. Eschborner Landstraße 112

## Unternehmen
Günther & Co. war eine Zweigniederlassung der Sandvik Tooling Deutschland GmbH, die wiederum zur schwedischen Sandvik AB gehört. An seinen Standorten in Deutschland und Frankreich produziert das Unternehmen Bohrwerkzeuge, die unter der Markenbezeichnung Walter Titex bzw. Walter Prototyp weltweit vertrieben werden.
Die Sandvik Tooling Deutschland GmbH erwirtschaftete im Jahr 2015 mit 987 Mitarbeitern einen Umsatz von 447 Mio. Euro.
Unternehmensstruktur
- Sandvik Holding GmbH
  - Walter AG
  - Sandvik Tooling Deutschland GmbH[1]
    - Sandvik Coromant Sales
    - Günther & Co.
    - Sandvik Hyperion
    - Sandvik Tooling Supply Schmalkalden
    - Sandvik Tooling Supply Renningen
    - Safety Deutschland

## Trivia
- 1938 wurde der jüdische Eigentümer Heinrich Langenbach im Verlauf der Arisierung zum Verkauf seines Unternehmens Präzisionswerkzeuge Günther & Kleinmond GmbH gezwungen. Neuer Eigentümer wurde die R. Stock & Co., Spiralbohrer-, Werkzeug- und Maschinenfabrik AG, Berlin.[19][20]
- Am derzeitigen Standort in die Eschborner Landstraße 112 befand sich bis 1969 die Frankfurter Präzisions-Werkzeuge-Fabrik Günther & Kleinmond GmbH.
- Der alte Gebäudekomplex an der Voltastraße 31 wurde aufwendig umgebaut und wird heute als Wohn- und Geschäftshaus unter dem Namen Bixx bewirtschaftet.